# Холодный ресайклинг
Холодный ресайклинг (англ. cold deep in-place recycling; также: холодная регенерация) — технология укрепления (стабилизации) грунтов, каменных материалов и асфальтового гранулята, получаемых в результате дробления асфальтобетонного лома (ФАЛа), различными вяжущими, путём предварительного фрезерования и смешения на дороге.
Машины для ресайклинга были разработаны несколько лет назад путём соответствующей модернизации дорожных фрез и машин для стабилизации грунта.
В технологии холодного ресайклинга машин фирмы «Wirtgen» основой является фрезерно-смешивающий барабан с большим количеством специальных резцов. Вращаясь, барабан измельчает материал дорожного покрытия.
Укрепление грунта, как правило, производится с применением специализированных химических добавок к вяжущим веществам (портландцемент). Данный метод позволяет производить работы в 3-5 раз быстрее по сравнению с традиционными методами стабилизации грунтов.

## Дорожное строительство
При фрезеровании в рабочую камеру ресайклера WR 250 под давлением впрыскивается вяжущее в виде водно-цементной суспензии, которая приготавливается в мобильной смесительной установке WM 1000. Цемент и вода смешиваются в точно дозированных количествах, создавая суспензию. Количество суспензии точно регулируется насосом, управляемым микропроцессорной системой, чтобы после смешивания с материалом, измельченным фрезерным барабаном, влажность получаемой смеси была оптимальна для её уплотнения.
Состав группы машин для ресайклирования может быть различным, в зависимости от целей и типа используемого стабилизатора.
В каждом случае ресайклер толкает перед собой мобильную смесительную установку по приготовлению водно-цементной суспензии WM 1000. После ресайклинга слой из полученной смеси предварительно уплотняется между колесами ресайклера катком, для создания одинаковой плотности материала. Затем материал профилируется автогрейдером, после чего окончательно уплотняется виброкатками. За свежеуложенным основанием осуществляется уход путём розлива битумной эмульсии.
Преимуществами технологии холодного ресайклинга на месте являются:
- Отсутствие загрязнения окружающей среды благодаря полному использованию материала старой дорожной одежды, нет необходимости в площадках для отвалов, объем привозных материалов минимален, очень невелики перевозки. Расход энергии значительно снижается, также как и разрушительное влияние транспортных средств на дорожную сеть.

- Качество ресайклируемого слоя вследствие последовательного смешивания полученных на месте материалов с водой и стабилизатором. Жидкости вводятся в точно необходимом количестве благодаря микропроцессорной системе управления насосами. Смешивание отвечает самым высоким требованиям, поскольку компоненты принудительно перемешиваются в рабочей камере.

- Структурная целостность дорожной одежды. Холодный ресайклинг позволяет получать связные слои большой толщины, которые отличаются гомогенностью материала. Благодаря этому не требуются жидкие вяжущие между тонкими слоями дорожной одежды, что иногда необходимо в дорожных одеждах традиционной конструкции.

- Сохранение целостности грунта, так как при ресайклинге повреждение низкокачественного грунта меньше по сравнению с применением обычных дорожно-строительных машин для восстановления дорожной одежды. Обычно холодный ресайклинг выполняется за один проход ресайклером на пневмошинах, которые оказывают малое давление на грунт и мало деформируют его.

- Уменьшение продолжительности строительных работ. Современные машины для ресайклинга отличаются высокой производительностью, что существенно сокращает время строительных работ по сравнению с традиционными методами восстановления дорожных покрытий. Укорочение времени работ выгодно для пользователей дороги, так как благодаря этому дороги закрываются для движения на более короткий период.

Перечисленные преимущества делают холодный ресайклинг наиболее привлекательной технологией для восстановления дорожных одежд по критерию «стоимость/эффективность».
Оценка состояния старой дорожной одежды и требования к характеристикам дороги после восстановления взаимосвязаны между собой. На практике применяют несколько методов оценки состояния дорожной одежды:
1. Визуальная оценка
2. Отбор образцов для лабораторных испытаний
3. Отбор кернов
4. Измерение прогиба.
Важной частью процесса исследования дорожного покрытия является подбор состава смеси. Предварительные образцы подвергаются испытаниям для подбора состава смеси. Образцы готовятся так, чтобы их материал был как можно ближе к материалу, который будет получен в процессе фактического ресайклинга (переработки). При предварительном выборе стабилизатора учитывается пригодность в отношении типа и качества перерабатываемого материала, требуемые технические характеристики смеси, которая должна быть получена в результате ресайклинга; подготовка частей образца смешиванием материала с различным количеством воды до получения смеси с консистенцией, оптимальной для уплотнения. Обычно готовятся по крайней мере четыре смеси, каждая с различным содержанием стабилизатора; подготовка образцов с применением стандартизированных способов их уплотнения; освобождение образцов от форм; испытание образцов после их освобождения от форм для оценки их технических характеристик и чувствительности к влажности. Чтобы определить оптимальное содержание стабилизатора, результаты этих испытаний сопоставляются между собой с учетом содержания стабилизатора в каждой из смесей. Содержание стабилизатора, которое оптмизирует свойства смеси, расценивается как оптимальное.
С точки зрения срока службы дорожного покрытия наиболее важными его характеристиками являются качество материала и толщина в готовом переработанном слое. Они представляют собой ключевые параметры, необходимые для прогнозирования срока службы восстановленного покрытия. Перед проведением ресайклинга должен проводиться анализ и планирование всех аспектов работы; выявление и своевременное удаление любых помех работе группы машин для ресайклинга; оценка потребностей в материале; обеспечение высокой готовности машин к работе; соответствующее обучение машинистов и обслуживающего персонала; проблемы безопасности ведения работы.
Осуществление ресайклинга требует высокого качества его планирования. До начала работ важно продумать шаги и операции, которые должны быть выполнены за день или смену, и зафиксировать их в форме плана работ. Тип машины определяет производительность, ширину и глубину слоя, который может быть обработан за один проход. От ширины дороги зависит число проходов ресайклера, необходимых для её обработки на всю ширину. Сужающиеся участки требуют особого внимания выполнения работы. Форма поверхности (выпуклость или поперечный уклон) влияет на расположение продольных швов между стыкующимися участками. На время выполнения работ производят изменение либо полная остановка дорожного движения.
Кроме толщины слоя, должны быть сформулированы точные требования к результату, который должен быть получен по окончании работ. Это касается окончательных уровней поверхности дороги и допусков на её профиль, степени уплотнения, текстуры поверхности и выступающего на поверхность материала.
В материале существующего дорожного полотна важен тип материала, консистенция и влажность всех его компонентов. Изменение толщины материалов существующего покрытия (асфальтобетонные слои) могут существенно влиять на производительность ресайклера. Различия могут требовать изменения расхода стабилизатора, увеличения влажности или даже глубины ресайклинга.
Подготовительные работы, предшествующие выполнению работ, включают в себя:
- удаление препятствий (люки),
- монтаж новых водоводов или иного дополнительного дренажного оборудования,
- предварительное фрезерование для подготовки поверхности нужного уровня и профиля,
- подвоз и распределение нового материала по существующему дорожному покрытию.

При планировании работ на рабочую смену необходимо учитывать:
- последовательность ресайклинга, число проходов, требуемых для обработки дороги на всю ширину, данные о перекрытии для каждого продольного шва и эффективной ширины ресайклинга при каждом проходе,
- последовательность проходов, направление и длина участка,
- объем привозных материалов, стабилизатора, воды,
- эскиз разреза существующей дорожной одежды с указанием глубин ресайклинга.

Холодный ресайклинг может начинаться при полной проверке всех машин и оборудования, включая катки и автоцистерны, проверка запасов воды, стабилизатора для планируемой длины прохода, при размещении группы машин для ресайклинга на линии первого прохода при расстоянии между ними, предписанном для работы, при подключении всех подающих трубопроводов к ресайклеру, полном удалении воздуха из системы, при проверке все ли клапаны полностью открыты. Такие предварительные проверки выполняются в начале каждой рабочей смены.
В начале выполнения работ на стартовом отрезке нового ресайклируемого участка необходимо оценить, как ведет себя материал в существующего покрытия. Обычно стартовый участок имеет длину около 100 м и захватывает дорогу по всей её ширине или по половине ширины. На этом участке можно оценить три наиболее важных аспекта ресайклинга: материал, переработанный ресайклером, должен быть проверен, чтобы определить, соответствует ли он образцам, которые использовались для подбора состава смеси в лаборатории. Быстрый ситовый анализ покажет, правилен ли был этот подбор. Частота вращения фрезерного барабана и скорость подачи ресайклера оказывают влияние на гранулометрический состав перерабатываемого материала. WR 2500 оснащен дробильной плитой, которая может быть отрегулирована для ограничения максимальной крупности материала. Эти три параметра должны быть установлены так, чтобы найти их лучшую комбинацию для достижения требуемого состава материала. Одной из наиболее важных характеристик законченного ресайклированного слоя — степень его уплотнения. Толстые (> 250 мм) слои зачастую требуют специальных методов уплотнения, и на стартовом отрезке можно оценить эффективность различных методов укатки. Асфальтобетонные слои в старых поврежденных дорожных слоях обычно имеют малое содержание пустот, природные (гранулированные) материалы в ходе эксплуатации обычно уплотняются. Ресайклинг таких материалов заканчивается, как правило, увеличением их объема, что оказывает влияние на уровни готового слоя.
При начале выполнения ресайклинга выполняется ряд контрольных испытаний:
- глубина прохода с обеих сторон ресайклера,
- точность движения ресайклера по намеченной линии с требуемой шириной перекрытия,
- влажность обработанного материала должна быть достаточна для его гарантированного уплотнения.

Определение оптимальной захватки прохода зависит от типа использованного стабилизатора. При работе с цементом используются более короткие участки, позволяющие обеспечить время, достаточное для обработки всей половины ширины дороги, профилирования и уплотнения поверхности до схватывания цемента.
После ресайклинга обработанный материал должен быть спрофилирован и уплотнен до требуемой степени.
Объем работы автогрейдера зависит от вида замыкающего слоя. Если должен быть уложен большой слой асфальтобетона, то допуски на уровень поверхности будут более широкими, чем при замыкающем слое, укладываемом за один проход. Там же, где допуски относительно невелики, законченная половина ширины (или вся ширина) дороги должна быть обработана грейдером, чтобы удалить неровности (до 10 мм), которые часто образуются на продольных швах. Кроме того, автогрейдер полезен для коррекции продольных смещений материала, которая иногда имеет место в поперечных швах. Хорошее уплотнение ресайклированного материала для получения требуемой плотности является одним из наиболее важных условий эксплуатационных свойств восстановленной дорожной одежды. Когда стабилизируемый материал не уплотнен должным образом, не достигается требуемая прочность слоя, что влечет за собой преждевременное разрушение дорожной одежды. Уплотнение слоев ? 200 мм в настоящее время является стандартной практикой. Для достижения требуемого качества важен выбор катков и режим их работы. В настоящее время для уплотнения слоев ? 200 мм применяются тяжелые (со статической массой более 15 т) виброкатки с изменением частоты и амплитуды вибрации. Вибрация с большой амплитудой и низкой частотой нарушает материал верхнего слоя, часто деформируя поверхность. Деформация легко устраняется автогрейдером до укатки с малой амплитудой и высокой частотой. Влажность наиболее критическая переменная в достижении уплотнения с минимальными затратами. Из-за временной задержки между ресайклингом и финишированием следует всегда слегка смачивать поверхность перед окончательной укаткой. При приложении слишком большого уплотняющего усилия появляется «переуплотнение». Материал крошится и его плотность снижается, если укатка продолжается уже после достижения максимальной плотности.
В отношении уплотнения ресайклированного материала важно учитывать два условия:
1. уплотнение должно быть равномерным по всей ширине прохода до того, как поверхность будет спрофилирована автогрейдером. Задние колеса ресайклера WR 2500 всегда должны находиться на поверхности ресайклированного материала, с той и другой стороны прохода. Они частично уплотняют материал, но между ними материал остается неуплотненным. Неуплотненный материал сначала, до выравнивания уровней нужно укатать, чтобы устранить различие в уплотнении в колеях от колес ресайклера и между ними;
2. точно спрофилированный материал с низкой пластичностью склонен к сдвигам под катком в стороны. Наиболее радикальную помощь при уплотнении таких материалов оказывает вода. Но даже при оптимальной влажности здесь трудно обеспечить приемлемое качество поверхности, что требует дополнительного прохода автогрейдера для устранения неровностей от катка.
Финиширование ресайклированного слоя требует создания сильно связанной структуры поверхности, которая не будет пропускать воду. Это достигается соответствующим смачиванием и пневматической укаткой поверхности слоя, что выносит на поверхность достаточно мелкий материал, который заполняет пустоты между крупными частицами. Эта операция обычно выполняется в качестве заключительной в процессе уплотнения.
Качество готовой работы определяется результатами испытаний:
Прочность материала ресайклированного слоя оценивается с помощью лабораторных испытаний на пробах смеси, взятых из ресайклированного слоя, или при помощи кернов. Определение прочности при свободном сжатии представляет собой наиболее широко используемое испытание для оценки цементированных материалов. Прочность при вободном сжатии обычно определяется на подготовленных образцах, выдержанных в течение 7 дней. Некоторые методы испытаний позволяют ускорить старение, для чего образцы помещают в печь. Смешивание, укладка, уплотнение и финиширование должны быть выполнены за возможно более короткое время. Максимум 4 часа обычно отводятся для обработки цемента, начиная с момента его первого контакта с материалом до окончания уплотнения.
Плотность сухого уплотненного материала.
Толщина законченного слоя проверяется физическими измерениями.